# Pandanus gladiifolius
Pandanus gladiifolius är en enhjärtbladig växtart som beskrevs av Ugolino Martelli. Pandanus gladiifolius ingår i släktet Pandanus och familjen Pandanaceae. Inga underarter finns listade.